# Tritopterna
Tritopterna es un género de polillas tortrícidas perteneciente a la tribu Eucosmini, de la subfamilia Olethreutinae, orden Lepidoptera. Fue descrito por Edward Meyrick en 1921.

## Especies
- Tritopterna anachastopa (Meyrick, 1934)
- Tritopterna anastrepta (Meyrick, 1927)
- Tritopterna capyra (Meyrick, 1911)
- Tritopterna chionostoma Meyrick, 1921
- Tritopterna eocnephaea (Meyrick, 1935)
- Tritopterna galena (Meyrick, 1935)